# David Rogers (countryzanger)
David Rogers (Atlanta, 27 maart 1936 - 10 augustus 1993) was een Amerikaans singer-songwriter in de countrymuziek. In een periode van zestien jaar in met name de jaren zeventig bereikten 37 van zijn singles de Hot Country Songs  van Billboard.

## Biografie
Rogers speelde gitaar vanaf zijn elfde en speelde tijdens zijn jeugd in lokale bands. Vanaf zijn twintigste speelde hij na een auditie een tijdje met Roger Miller. Na verschillende baantjes richtte hij de David Rogers Band op in zijn geboorteplaats Atlanta. Na zijn militaire dienst speelde hij vanaf 1962 meerdere jaren in de luxueuze Egyptian Ballroom in The Fox Theatre in Atlanta. Kathleen Jackson, de eigenaresse van het theater, werd hierop zijn manager.
Jackson betaalde ook zijn eerste demotape. Deze leverde hem een platencontract op toen hij onder de aandacht kwam van Frank Jones van Columbia Records, die op dat moment een reeks van countryartiesten in portefeuille had. Vervolgens bracht Rogers zijn eerste single uit in 1967, Forgiven fruit waaraan hij zelf ook had meegeschreven. Met zijn tweede single I'd be your fool again (1968) kende hij een eerste bescheiden succes in de hitlijsten.
In 1968 stond hij voor het eerst in het televisieprogramma Grand Ole Opry en verder stond hij in die jaren geregeld in het radioprogramma Wheeling Jamboree, twee entertainmentprogramma's met countrymuziek die beide met publiek werden opgenomen. Na nog enkele hits verhuisde Rogers naar Nashville. Hier was hij ook geregeld in tv-uitzendingen te zien, waaronder in de Ralph Emery Show. 
Vervolgens brak een succesvolle periode voor hem aan, met onder meer de top 10-hit Need you (1972). Omdat Columbia weinig aandacht meer had voor zijn carrière, stapte hij in 1972 over naar Atlantic die beter achter hem stond. Zijn eerstvolgende single Just thank me (1972) kwam al meteen op nummer 17 terecht en twee jaar later had hij opnieuw een top 10-hit met Loving you has changed my life (1974).
Zijn laatste hit had hij min of meer met You're amazing (1979) die niet meer verderkwam dan de top 40. Hij kende nog een bescheiden opleving aan het begin van de jaren tachtig, toen toch nog enkele singles de hitlijsten wisten te bereiken. Verder is hij wel blijven optreden in eigen land en in het Verenigd Koninkrijk.
Na een ziekbed overleed hij in 1993. Rogers is 57 jaar oud geworden. Enkele dagen later stond zijn opname in de Georgia Country Music Hall of Fame gepland. In 1989 was hij al opgenomen in de Atlanta Country Music Hall of Fame. 
- International Standard Name Identifier: 0000 0000 7243 938X
- Library of Congress Control Number: n91047819
- Virtual International Authority File: 16404473
- WorldCat: E39PBJmXKJ779h7WYb34Cv8DMP